# Juan Manuel Moreno Vega
Juan Manuel Moreno Vega (El Puerto de Santa María, 23 de abril de 1987) es un regatista español que compite en la clase olímpica de windsurf, RS:X.
Ha sido 9 veces campeón de España -juvenil y absoluto-, campeón del mundo infantil, tercero en las Olimpiadas Juveniles y quinto en la Copa del Mundo. [cita requerida]
Pertenece al Programa ADO para deportistas de alto rendimiento a nivel olímpico.

## Biografía
A los 7 años se inicia en el deporte de la vela en su ciudad natal, El Puerto de Santa María. Comienza probando las categorías de optimist y de cadete. Con 9 años se sube por primera vez a una tabla de windsurf, una Aloha, con la que competiría más adelante.
Participa por primera vez en un campeonato del mundo con 11 años -Marsella, Francia-, siendo el regatista más joven en presentarse. A partir de ese momento, la Federación Andaluza de Vela le respalda en su carrera deportiva.
En el año 2000 (13 años) se corona como campeón del mundo infantil en Murcia.[cita requerida]
Con 18 años, La Real Federación Española de Vela le invita a formar parte del equipo preolímpico de vela, convirtiéndose en el integrante más joven de la historia. Se traslada al Centro de Alto Rendimiento de Santander junto con el resto del equipo preolímpico, y durante cinco años recibe un entrenamiento intensivo.
En 2012 regresa a El Puerto de Santa María para seguir entrenando en el recién inaugurado Centro de Tecnificación de Vela.

## Palmarés
- Campeonatos mundiales
  - 7.º Copa del Mundo. Holanda. 2012
  - 9.º Copa del Mundo. Palma de Mallorca. 2010
  - 3.º Formula Windsurfing World Festival. Cádiz. 2009
  - 5.º Copa del mundo. Palma de Mallorca. 2005
  - 3.º Olimpiadas Juveniles. Corea. 2005
  - 3.º Mundial infantil. Cádiz. 2002
  - 1.º Mundial infantil. Murcia. 2000
- Campeonatos europeos
  - 8.º Absoluto. Polonia. 2010
  - 2.º Juvenil. Italia. 2005
  - 2.º Infantil. Austria. 2002
- Campeonatos nacionales
  - 1.º Campeonato de España RS:X Absoluto. 2013[1]
  - 1.º Campeonato de España RS:X Absoluto. 2012[1]
  - 1.º Equipo Preolímpico. 2009-2010
  - 1.º Copa de España. 2010
  - 1.º Campeonato de España. 2009
  - 1.º Juvenil. 2005
  - 1.º Juvenil. 2004
  - 1.º Juvenil. 2002
  - 1.º Larga distancia. 2002